# Герб Кораблинского городского поселения
Герб «муниципального образования — Кораблинское городское поселение Рязанской области» Российской Федерации.
Герб и его описание прошли геральдическую экспертизу и внесены в Государственный геральдический регистр Российской Федерации под номером 10317.

## Описание герба
В зелёном поле вверху - золотой с серебряными парусами и вымпелами трехмачтовый корабль, а внизу - два золотых молота накрест, справа с обухом наподобие клыка, а слева с сужающимся; и поверх молотов – узкий червленый пояс, окаймленный серебром и обремененный тремя золотыми сквозными, положенными вдоль пояса, ромбами, вписанными внутри каймы и заполненными чёрным. В золотой левой вольной части со скругленным углом - старинная зелёная княжеская шапка с чёрной собольей опушкой и золотым украшением («городком»), на котором - зелёный самоцветный камень.

## Обоснование символики
Герб представляет собой зелёный геральдический щит, в котором вверху изображен золотой с серебряными парусами и вымпелами трехмачтовый корабль, означающий имя города, а ниже – два скрещенных золотых молота, из которых правый, горняцкий напоминает о том, что начало развитию города было положено геологоразведочной экспедицией, а левый, обыкновенный, означает развитую в городе ныне промышленность. Поверх рукоятей молотов в оконечности (в нижней части щита) положен червленый с серебряными каймами пояс, обремененный золотыми сквозными ромбами, заполненными чёрным, вместе с зелёным цветом щита напоминающий о принадлежности городского поселения к Кораблинскому району. Элементы пояса имеют следующую символику:
- серебряные каймы обозначают проходящую через город железную дорогу;
- червленый пояс с золотыми сквозными ромбами означает, что одним из основных градообразующих предприятий города в недалеком прошлом был комбинат шелковых тканей (сквозной ромб («веретено») – символ ткацкого производства);
- заполнение ромбов чернью напоминает о наличии здесь в прошлом угольных шахт.
Для обозначения региональной принадлежности городского поселения к Рязанской области в левом верхнем углу щита (правом от зрителя) помещена золотая вольная часть со скругленным внутренним углом с изображением на ней старинной зелёной княжеской шапки, венчающей голову князя в гербе Рязанской области; шапка имеет чёрную соболью опушку, над которой - золотое украшение ("городок"), с зелёным самоцветом, символизирующим драгоценный камень Кораблинского городского поселения в венце Рязанской области и также его принадлежность к Кораблинскому муниципальному району. 